# فوتوفزونگر سیلیکونی

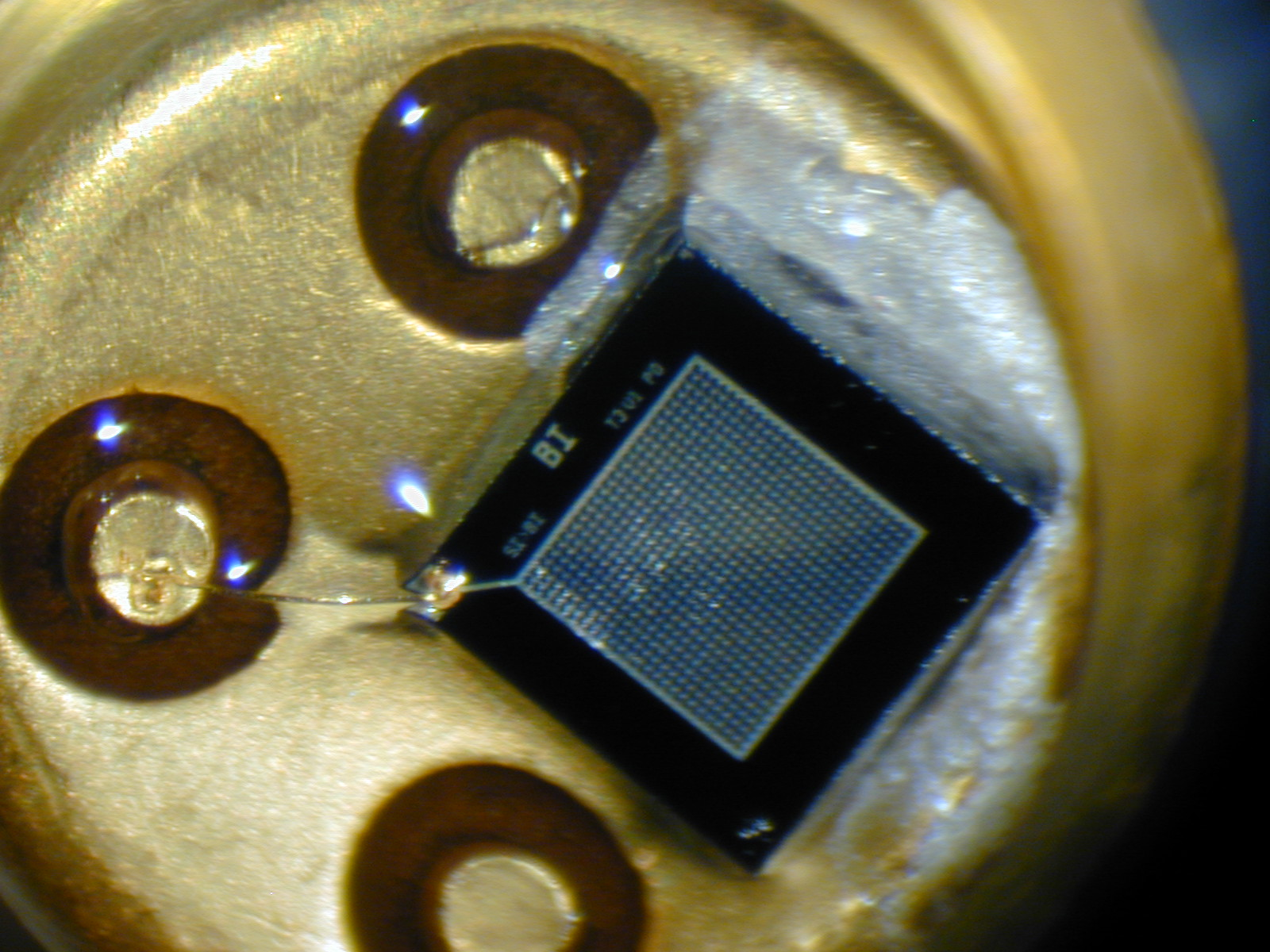
یکی از اولین اِس‌آی‌پی‌اِم‌های تولیدشده توسط مرکز تحقیقات اِف‌بی‌کِی (آی‌آراس‌تی سابق) واقع در ترنتو، ایتالیا.

در الکترونیک حالت‌جامد، فوتوفُزونگرهای سیلیکونی (اس‌آی‌پی‌ام) (اختصاری SiPM) افزاره‌های حساس به تک فوتون هستند که بر اساس پیکسل‌های دیودهای بهمنی تک‌فوتونی (اِس‌پی‌اِی‌دی) پیاده‌سازی شده روی زیرلایه سیلیکونی معمولی هستند. ابعاد هر دیود بهمنی منفرد می‌تواند از ۱۰ تا ۱۰۰ میکرومتر با چگالی نوعی تا ۱۰۰۰ پیکسل بر میلی‌متر مربع متغیر باشد. هر دیود بهمنی در یک اِس‌آی‌پی‌اِم در حالت گایگر کار می‌کند و با سایر دیودها توسط مقاومت سردایش (به انگلیسی: quenching) فلز یا پلی‌سیلیکون همراه می‌شود. اگرچه افزاره در حالت دیجیتال/سوئیچینگ کار می‌کند، اکثر اِس‌آی‌پی‌اِم‌ها افزاره‌های آنالوگ هستند زیرا ریزسلول‌ها (به انگلیسی: microcell) به صورت موازی خوانده می‌شوند و این امکان تولید سیگنال‌هایی با محدوده دینامیکی از یک فوتون تا ۱۰۰۰ فوتون را برای افزارهٔ با مساحت تنها میلی‌متر مربع فراهم می‌کند. طرح‌های بازخوانی پیشرفته‌تر برای کاربردهای لیدار استفاده می‌شوند. ولتاژ تغذیه (Vb به فناوری ای‌پی‌دی مورد استفاده بستگی دارد و معمولاً بین ۲۰ ولت و ۱۰۰ ولت متغیر است، بنابراین از ۱۵ تا ۷۵ برابر کمتر از ولتاژ مورد نیاز برای کارکرد لامپ فتوفزونگر (پی‌ام‌تی) مرسوم است.
مشخصات معمول برای اِس‌آی‌پی‌اِم:
- بازدهی آشکارسازی نوری (پی‌دی‌ئی) بسته به افزاره و طول‌موج بین ۲۰ تا ۵۰ درصد است که مشابه پی‌ام‌تی سنتی است.
- بهره (G) نیز مشابه پی‌ام‌تی است که حدود ۱۰۶ است
- وابستگی G در Vb خطی است و مانند مورد پی‌ام‌تی‌ها از قانون توانی پیروی نمی‌کند
- لغزش زمان‌بندی برای داشتن وضوح زمان رسیدن فوتون در حدود ۱۰۰ تا ۳۰۰ ثانیه بهینه‌شده است
- زمان اُفت سیگنال با جذر تعداد فوتوالکترون‌ها در یک رویداد برانگیزش نسبت عکس دارد.
- برخلاف پی‌ام‌تی‌های خلاء، پارامترهای سیگنال عملاً مستقل از میدان‌های مغناطیسی خارجی هستند
- احتمال پس‌پالس‌زنی (۳–۳۰٪)، به عنوان احتمال پالس‌های دوم کاذب پس از رسیدن تک فوتون تعریف می‌شود.
- تراکم عدد تاریکی تعداد پالس‌ها در غیاب روشنایی است (105-106 پالس/ثانیه/میلی‌مترمربع)
- ابعاد کوچک و ولتاژهای پایین باعث طراحی مکانیکی بسیار فشرده، سبک و مقاوم می‌شود

اِس‌آی‌پی‌اِم‌ها کاندیدای جذابی برای جایگزینی پی‌ام‌تی معمولی در برش‌نگاری گسیل پوزیترون (پی‌ئی‌تی) و تصویربرداری اس‌پِکت هستند، زیرا آنها بهره بالایی را با ولتاژ کم و پاسخ سریع ارائه می‌دهند، بسیار فشرده هستند و با تنظیمات تشدید مغناطیسی سازگار هستند. آنها همچنین به عنوان آشکارسازهای فوتون در گرماسنجی (به انگلیسی: calorimetry) فیزیک پرانرژی و اخترفیزیک نویدبخش بوده‌اند. با این وجود، هنوز چندین چالش وجود دارد، به عنوان مثال، اِس‌آی‌پی‌اِم به بهینه‌سازی برای ماتریس‌های بزرگتر، تقویت سیگنال و دیجیتالی شدن نیاز دارد.

## مقایسه با فوتوفزونگرهای لامپ خلاء

### مزایا
در مقایسه با پی‌ام‌تی‌های مرسوم، بهره فوتوالکترون در اِس‌آی‌پی‌اِم‌ها معمولاً تعینی است، که منجر به ضریب نویز اضافی کم یا حتی ناچیز می‌شود. در نتیجه، اِس‌اِن‌آر (نسبت سیگنال به نویز) برای تعداد ثابتی از فوتون‌های آشکارشده می‌تواند بالاتر از پی‌ام‌تی باشد. برعکس، بهره تصادفی یک پی‌ام‌تی معمولاً برای به دست آوردن همان اِس‌اِن‌آر به فوتون‌های آشکارشده بیشتری نیاز دارد.
تولید انبوه لوازم الکترونیکی سیلیکونی توسط چندین فروشنده بهِ اِس‌آی‌پی‌اِم‌ها اجازه می‌دهد تا نسبت به لامپ‌های خلاء بسیار ارزان ساخته شوند.
ولتاژهای بایاس ۱۰ تا ۱۰۰ برابر کمتر است و تجهیزات الکترونیکی را ساده می‌کند.
در سرخ تا فروسرخ-نزدیک، سیلیکون بازدهی کوانتومی بسیار بالاتری را نسبت به مواد فوتوکاتدی پی‌ام‌تی موجود می‌سازد.
اگر تعداد زیادی اِس‌پی‌اِی‌دی در کنار هم قرار گیرند، محدوده دینامیکی می‌تواند مرتبه‌ای بزرگ‌تر از پی‌ام‌تی باشد که نرخ‌های تصویربرداری سریع‌تر یا اِس‌اِن‌آر بالاتر را بدون اشباع ممکن می‌سازد.
آنها در تلسکوپ‌های فضایی به عنوان کانال بازخوانی استفاده می‌شوند، مانند نمایشگر گذرا پرتو گاما، اولین ماهواره نجومی تایوان.

### معایب
جریان تاریکی معمولاً در دمای معین بسیار بیشتر از پی‌ام‌تی است؛ بنابراین، یکِ اِس‌آی‌پی‌اِم ممکن است نیاز به خنک‌کننده زیرمحیطی (به انگلیسی: subambient) داشته باشد در حالی که یک پی‌ام‌تی مورد استفاده در همان کاربرد ممکن است نیاز نداشته باشد، که منجر به افزایش پیچیدگی و هزینه می‌شود. به‌طور مشابه، به دست آوردن ناحیه فعال بزرگ ممکن است به دلیل عددهای تاریکی بالاتر در هر ناحیه نسبت به پی‌ام‌تی‌ها دشوار باشد.
پاسخ ضربهٔ یکِ اِس‌آی‌پی‌اِم شکل پیچیده و چندنمایی (به انگلیسی: multiexponential) دارد. نسبت به پی‌ام‌تی، به دست آوردن یک شکل پالس متقارن یا پاسخ فرکانسی یکنواخت ممکن است به فیلتر آنالوگ پیچیده‌تر یا تجهیزات الکترونیک شکل‌دهی پالس نیاز داشته باشد.

## مقایسه با فوتودیودهای بهمنی
فتودیودهای متداول بهمنی (اِی‌پی‌دی) نیز یک جریان آنالوگ تقویت‌شده در پاسخ به جذب نور تولید می‌کنند. با این حال، در یک اِی‌پی‌دی، بهره کل بسیار کمتر و ضریب نویز اضافی بسیار بیشتر است. برعکس، بازدهی کوانتومی می‌تواند بالاتر و نویز تاریکی کمتر باشد.